# John Baldwin (compositeur)
Pour les articles homonymes, voir John Baldwin et Baldwin.
John Baldwin (né avant 1560 et mort à Londres le 28 août 1615) est un compositeur, un copiste et calligraphe anglais. 
Les anthologies qu'il a réalisé incluent le Forrest-Heyther Partbooks, un recueil de musique vocale, My Ladye Nevells Booke, une compilation d'œuvres pour clavier de William Byrd et le Baldwin's Commonplace-Book qui contient une vingtaine des compositions de John Baldwin.